# لوكا مارينزيو

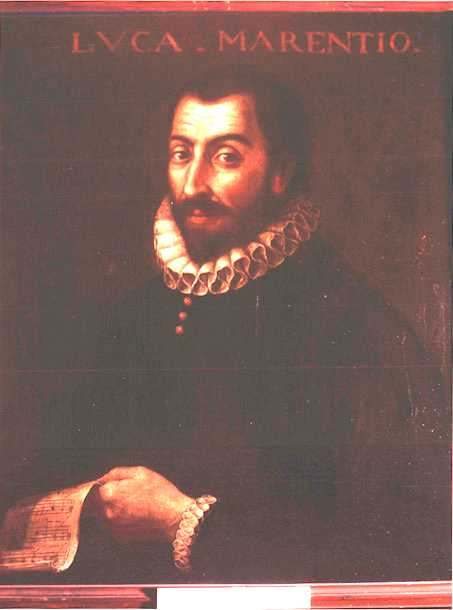
لوكا مارينزيو

لوكا مارينزيو (بالإيطالية: Luca Marenzio)‏ (أكتوبر 18؟ 1553؟ - 22 أغسطس 1599) كان ملحنًا ومغن إيطالي في أواخر عصر النهضة. كان أحد أشهر ملحني المادريجال وألف بعض الأمثلة الأكثر شهرة من هذا النمط في أواخر مراحل تطورها وذلك قبل تحولها إلى بدايات الباروك بواسطة مونتيفيردي.

## روابط خارجية
- لوكا مارينزيو على موقع IMDb (الإنجليزية)
- لوكا مارينزيو على موقع الموسوعة البريطانية (الإنجليزية)
- لوكا مارينزيو على موقع ميوزك برينز (الإنجليزية)
- لوكا مارينزيو على موقع ديسكوغز (الإنجليزية)